# Stradow Ausbau
Stradow Ausbau, niedersorbisch Tšadojske Wutwaŕki, ist ein zum Ortsteil Stradow gehörender Wohnplatz der Stadt Vetschau/Spreewald im Landkreis Oberspreewald-Lausitz in Brandenburg. Bis 1937 hieß der Ort Mockro (niedersorbisch Mokšoja), danach bis September 2004 Kolonie Muckers.

## Lage
Stradow Ausbau liegt in der Niederlausitz und im Biosphärenreservat Spreewald, rund vier Kilometer nördlich der Vetschauer Kernstadt, zehn Kilometer südöstlich von Lübbenau und 20 Kilometer nordwestlich von Cottbus. Umliegende Ortschaften sind Burg-Kolonie im Norden, Naundorf im Osten, Fleißdorf im Südosten, Stradow im Süden, Raddusch im Südwesten und Radduscher Kaupen im Nordwesten. Stradow Ausbau liegt am Vetschauer Mühlenfließ, südlich der Siedlung liegen die Stradower Teiche.

## Geschichte
Stradow Ausbau entstand als Kolonie von Stradow. Urkundlich belegt ist die Siedlung im Jahr 1731 mit der Schreibweise Mokaŕ. Der ursprüngliche Ortsname geht auf das niedersorbische Wort „mokšy“ und beschreibt eine Siedlung an einer nassen bzw. feuchten Stelle, also in einem Sumpfgebiet. Im Schmettauschen Kartenwerk von 1767/87 ist der Ort als Mockre verzeichnet. Bis 1806 gehörte Mockro zum Kurfürstentum Sachsen, das danach zum Königreich erhoben wurde. Bei der auf dem Wiener Kongress beschlossenen Teilung des Königreiches Sachsen kam die gesamte Niederlausitz zum Königreich Preußen.
Nach der Gebietsreform im Jahr 1816 gehörte Mockro zum Landkreis Calau im Regierungsbezirk Frankfurt der Provinz Brandenburg. Anfang der 1840er-Jahre bestand die Siedlung Mockro aus drei Wohngebäuden, hatte elf Einwohner und gehörte kirchlich zur Stadt Vetschau. Für das Jahr 1864 sind fünf Gebäude und 24 Einwohner in Mockro verzeichnet. Bei der Volkszählung vom 1. Dezember 1871 hatte die Kolonie Mockro 27 Einwohner.
Im Jahr 1937 wurde Muckro von den Nationalsozialisten im Zuge der Germanisierung sorbischstämmiger Ortsnamen in der Lausitz in Kolonie Muckers umbenannt, der Ortsname wurde nach 1945 nicht geändert. Nach dem Ende des Zweiten Weltkrieges gehörte die Siedlung zur Sowjetischen Besatzungszone und ab 1949 zur DDR. Am 1. Juli 1950 wechselte die Gemeinde Stradow mit ihren Ortsteilen aus dem Landkreis Calau in den Landkreis Lübben (Spreewald). Dieser wurde bei der DDR-Kreisreform am 25. Juli 1952 aufgelöst und Stradow und Kolonie Muckers wurden dem neu gebildeten Kreis Calau im Bezirk Cottbus zugeordnet.
Nach der Wiedervereinigung lag die Kolonie Muckers zunächst im Landkreis Calau in Brandenburg, der am 6. Dezember 1993 im neuen Landkreis Oberspreewald-Lausitz aufging. Die Gemeinde Stradow wurde am 31. Dezember 2001 nach Vetschau eingemeindet und Kolonie Muckers wurde zu einem Wohnplatz innerhalb des Ortsteils Stradow. Am 30. September 2004 wurde die Ortsbezeichnung von Kolonie Muckers zu Stradow Ausbau geändert.